# Stephanopis nigra
Stephanopis nigra är en spindelart som beskrevs av O. Pickard-Cambridge 1869. Stephanopis nigra ingår i släktet Stephanopis och familjen krabbspindlar. Inga underarter finns listade i Catalogue of Life.